# Sosibia paraesalus
Sosibia paraesalus är en insektsart som beskrevs av Ludwig Redtenbacher 1908. Sosibia paraesalus ingår i släktet Sosibia och familjen Diapheromeridae. Inga underarter finns listade i Catalogue of Life.